# Устимовичі
Устимовичі (Сахно-Устимовичі) — козацький старшинський рід на Хорольщині (Полтавщина), який походить від Софона (Сахна), сотника городинського († 1678) і сина його Устима Софоновича (Сохновича, Сохненка, † 1727), сотника власівського 1704, 1705), який згодом пішов у ченці з ім'ям Іларіона й був настоятелем Мотронинського монастиря. Його нащадок Прокіп Андрійович Устимович (бл. 1756 — бл. 1814) — полковий писар, був учасником Комісії для опису кол. Гетьманщини (1780), а пізніше дир. департаменту Морського Міністерства в Петербурзі. Син Прокопа У. — Адріян Устимович (бл. 1797 — 1851) був ад'ютантом і чиновником для особливих доручень при малоросійському військовому губернаторі князу М. Рєпніні й брав участь у формуванні козацьких полків 1831 — 32 pp., a згодом був курським цивільним губернаторам. Він був одружений з дочкою Г. Милорадовича, що поріднило його з Полуботками й Апостолами. Син Адріяна — Микола Устимович (1832 — 91), активний діяч сел. реформи 1861 на Полтавщині, дід (по матері) Олександра Шульгина. До цього роду належали також: Петро Максимович Устимович (бл. 1786 — після 1865), декабрист (з 1821; під час служби в Грузії, був членом Кавказького таємного товариства, метою якого була незалежність Грузії, й приятелем О. Грибоєдова); і Микола Миколайович Устимович (1863—1918), інженер-технолог, перший головний (отаман) Ради Мін. Укр. Держави 1918.